# Lawrencia spicata
Lawrencia spicata är en malvaväxtart som beskrevs av William Jackson Hooker. Lawrencia spicata ingår i släktet Lawrencia och familjen malvaväxter. Inga underarter finns listade i Catalogue of Life.